# Adalaria ultima
Adalaria ultima is een slakkensoort uit de familie van de Onchidorididae. De wetenschappelijke naam van de soort werd voor het eerst geldig gepubliceerd in 2017 door Martynov en Korshunova.